# カーブカット効果

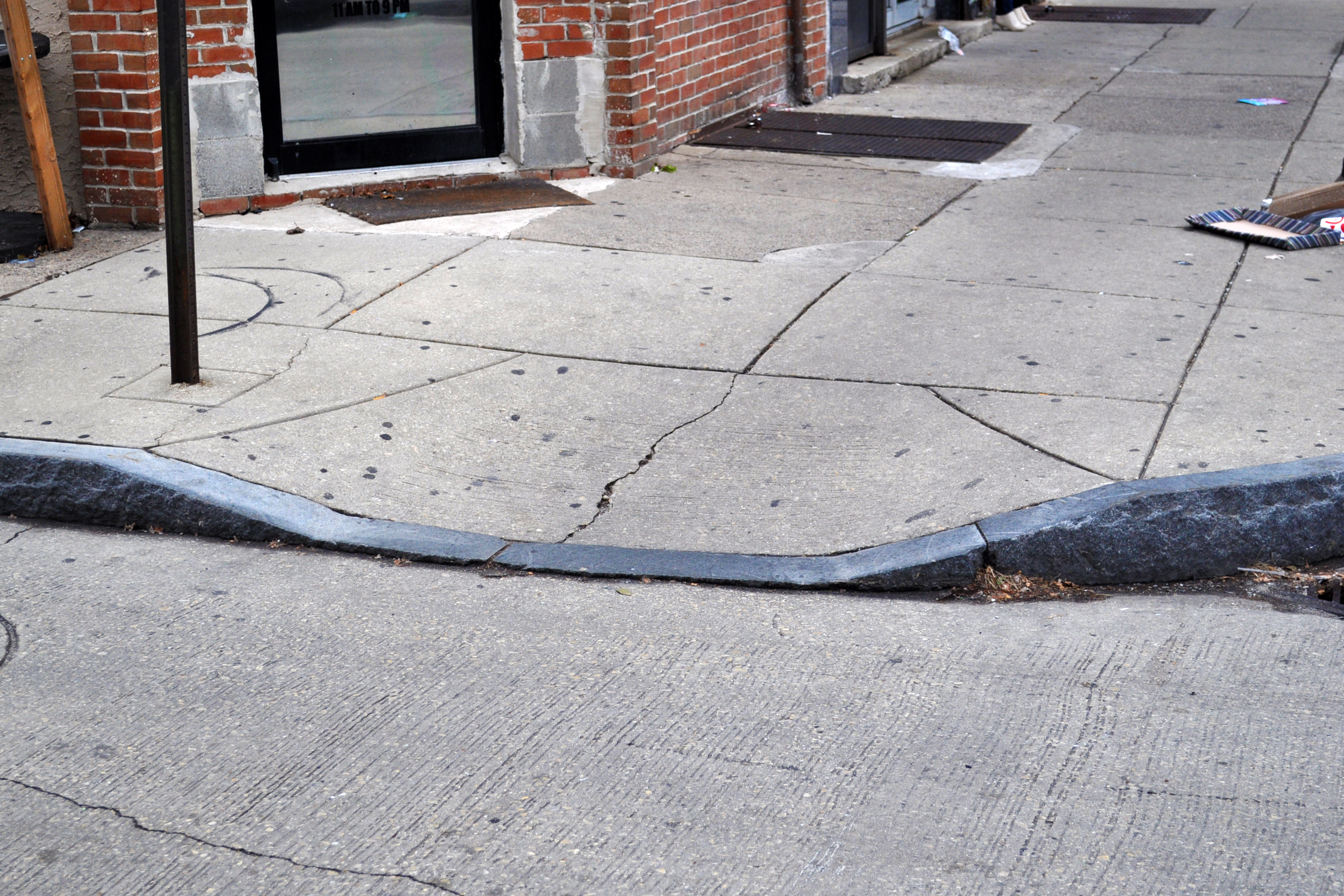
カーブカット

カーブカット効果（カーブカットこうか、英語: curb cut effect）とは、障害にやさしい機能が、もともとデザインの対象とした人々よりも広いグループの人々にも利用され感謝されるという現象である。この現象は、歩道の一部をなす小さなスロープ、カーブカットにちなんで名付けられた。カーブカットは、初めは特定の場所の車椅子のアクセスのために作られたものだったが、ベビーカーやカートやスーツケースを押して歩く人々にも歓迎されるようになった。カーブカットは現在では広く一般的になったため、特別に障害のアクセス機能として広く認識されているわけではなくなった。カーブカット効果の別の例としては、テレビのクローズドキャプションを使用して人々の話を聞くことなどがある
カーブカット効果は、能力や障害に関係なくすべての人がアクセスできるような環境を設計するユニバーサルデザインのサブセットである。カーブカット効果は意図的ではないことが多いため、ユニバーサルデザインとはわずかに異なるが、生じる結果は同様である。

## 例
以下は、カーブカット効果の例である。
- クローズドキャプションを利用して人々の話を聞く[3]。
- 障害のない人がビデオゲームでゲームアクセシビリティ機能を使う。
- 人間のナレーションの代替や、芸術的な目的で（VOCALOIDを参照）、視覚障害や発話障害のない人がテキスト合成アプリケーションを使用する。